# قسطنطين بارباس
قسطنطين بارباس (باليونانية: Κωνσταντίνος Μπάρμπας)‏ هو لاعب كرة قدم يوناني في مركز الدفاع، ولد في 22 أبريل 1983 في إوكاربيا في اليونان. لعب مع أوليمبياكوس فولو ونادي كافالا.

## وصلات خارجية
- قسطنطين بارباس على موقع قاعدة بيانات كرة القدم.إي يو (الإنجليزية)
- قسطنطين بارباس على موقع Soccerway.com (الإنجليزية)